# أيزاياه رانكين
أيزاياه رانكين (بالإنجليزية: Isaiah Rankin)‏ (22 مايو 1978 في المملكة المتحدة - ) هو لاعب كرة قدم بريطاني في مركزي الوسط والهجوم. لعب مع برادفورد سيتي وبرمنغهام سيتي وبولتون واندررز وستيفيناغ بوروه وغريمسبي تاون وفوريست غرين وكولتشستر يونايتد وماكليسفيلد تاون ونادي أرسنال ونادي بارنسلي ونادي برينتفورد ونادي كرولي تاون وHendon F.C. ‏ وAshford Town (Middlesex) F.C. ‏.

## وصلات خارجية
- أيزاياه رانكين على موقع قاعدة بيانات كرة القدم.إي يو (الإنجليزية)
- أيزاياه رانكين على موقع Soccerbase.com (لاعب) (الإنجليزية)
- أيزاياه رانكين على موقع عالم كرة القدم.نت (الإنجليزية)